# باربرا براون تايلور
باربرا براون تايلور (بالإنجليزية: Barbara Brown Taylor)‏ هي كاهنة انجليكانية أمريكية، ولدت في 21 سبتمبر 1951.